# Кузнецов, Александр Константинович (биатлонист)
Александр Константинович Кузнецов (3 сентября 1986, Каменск-Уральский, Свердловская область) — российский биатлонист, призёр чемпионата России. Мастер спорта России.

## Биография
Воспитанник ДЮСШ г. Каменска-Уральского, первый тренер — Александр Дмитриевич Кузьмин. На взрослом уровне выступал за Свердловскую область, УОР г. Екатеринбурга и команду Российской армии.
Победитель в спринте, призёр в эстафете и смешанной эстафете первенства России среди юниоров 2007 года.
На взрослом уровне стал бронзовым призёром чемпионата России в 2011 году в командной гонке в составе сборной Свердловской области.
После окончания спортивной карьеры работает тренером в УОР № 1 и ГАУ СО ЦСП г. Екатеринбурга.